# 自有后来人
《自有后来人》，中國二十世纪六十年代电影故事片。由长春电影製片廠制作、于彦夫执导。1963年公映。 后改编为现代京剧样板戏《红灯记》。

## 剧情
东北抗日联军地下交通员在国际交通线传递密电码给山里的抗日游击队的故事。编剧沈墨君以此为线索，并受京剧《赵氏孤儿》的启发，架构了一家三代的故事轴心。初稿时定名《红灯志》，另有一名《三代人》备用。

## 演员
| 演員   | 角色   | 備註                   |
| 赵联   | 李玉和 |                        |
| 车毅   | 李奶奶 |                        |
| 齐桂荣 | 李铁梅 | 20岁，来自旅大市话剧团 |
| 印质明 | 王巡长 |                        |
| 韩焱   | 鸠山   |                        |

## 创作过程
原型之一是第一任密山人民政府县长傅文忱（即宋志远）以猎人身份从事中共与共产国际二人班情报交通员。